# Hemet
Hemet is een plaats (city) in de Amerikaanse staat Californië, en valt bestuurlijk gezien onder Riverside County.

## Demografie
Bij de volkstelling in 2000 werd het aantal inwoners vastgesteld op 58.812.
In 2006 is het aantal inwoners door het United States Census Bureau geschat op 70.136, een stijging van 11324 (19,3%).

## Geografie
Volgens het United States Census Bureau beslaat de plaats een oppervlakte van
66,4 km², geheel bestaande uit land. Hemet ligt op ongeveer 561 m boven zeeniveau.

## Plaatsen in de nabije omgeving
De onderstaande figuur toont nabijgelegen plaatsen in een straal van 16 km rond Hemet.